# Los Fresnos, Tuxpan
Los Fresnos är en ort i Mexiko.   Den ligger i kommunen Tuxpan och delstaten Michoacán de Ocampo, i den södra delen av landet, 150 km väster om huvudstaden Mexico City. Los Fresnos ligger 1 919 meter över havet och antalet invånare är 117.
Terrängen runt Los Fresnos är lite bergig. Runt Los Fresnos är det ganska tätbefolkat, med 116 invånare per kvadratkilometer. Närmaste större samhälle är Ciudad Hidalgo, 13,6 km norr om Los Fresnos. Omgivningarna runt Los Fresnos är en mosaik av jordbruksmark och naturlig växtlighet.